# William West (artiste)
Pour les articles homonymes, voir William West et West.
William West (1801 – 1861) est un peintre et aquarelliste anglais membre de la Bristol School. Il est également le constructeur de l' observatoire de Clifton à Clifton Down, Bristol.

## Biographie
William West participe aux réunions de la Bristol School, qui regroupait de manière informelle des artistes professionnels et amateurs autour de la pratique de l'art. Centré autour Francis Danby, l'école de Bristol marque la pratique artistique en Angleterre au début du XIXe siècle. Portant un regard sur les œuvres de son contemporain, William West oriente également sa peinture vers un « style apocalyptique ». Il peint des tableaux et dessine des œuvres avec une iconographie liée aux grandes catastrophes bibliques ou antiques. Parmi ses œuvres il est possible de citer Les Israélites traversant le désert, daté de 1845, qui rappelle les paysages de Francis Danby. En effet, cette scène biblique de West représentant l'Exode du peuple juif dans le désert sous la conduite de Moïse, est proche de la composition de Francis Danby, L'Ouverture du sixième sceau. Le Traitement de la lumière sous forme d'un rayon évoque d'autres compositions de Danby et Samuel Colman.
Il commence à exposer en 1823, et à partir de 1824, il expose à la Royal Academy et à la British Institution. Cependant, il n'exposera à nouveau dans ces deux institutions qu'en 1845. Il s'oriente ensuite vers la peinture norvégienne.

## William West et l'optique
William West entretient un grand intérêt pour l'optique et l'ingénierie. En 1828, il loue un moulin à vent désaffecté sur Clifton Down et y installe un grand télescope dans la tour pour en faire un observatoire. En 1829, il remplace le télescope par une chambre noire. À partir de 1835, il agrandit le moulin à vent pour créer un nouvel observatoire, construisant un grand dôme pour abriter son télescope pendant sa rotation. Il remplit l'observatoire d'une collection de cartes, de globes et d'instruments optiques. En 1837, il ouvre un tunnel de 61 m de longueur, de l'observatoire jusqu'à la grotte Saint-Vincent, sur la falaise de la Gorge d'Avon. En 1834, W. West expose La Gorge d'Avon depuis le sommet de l'Observatoire, une peinture à l'huile illustrant sa construction.

Quelques œuvres.
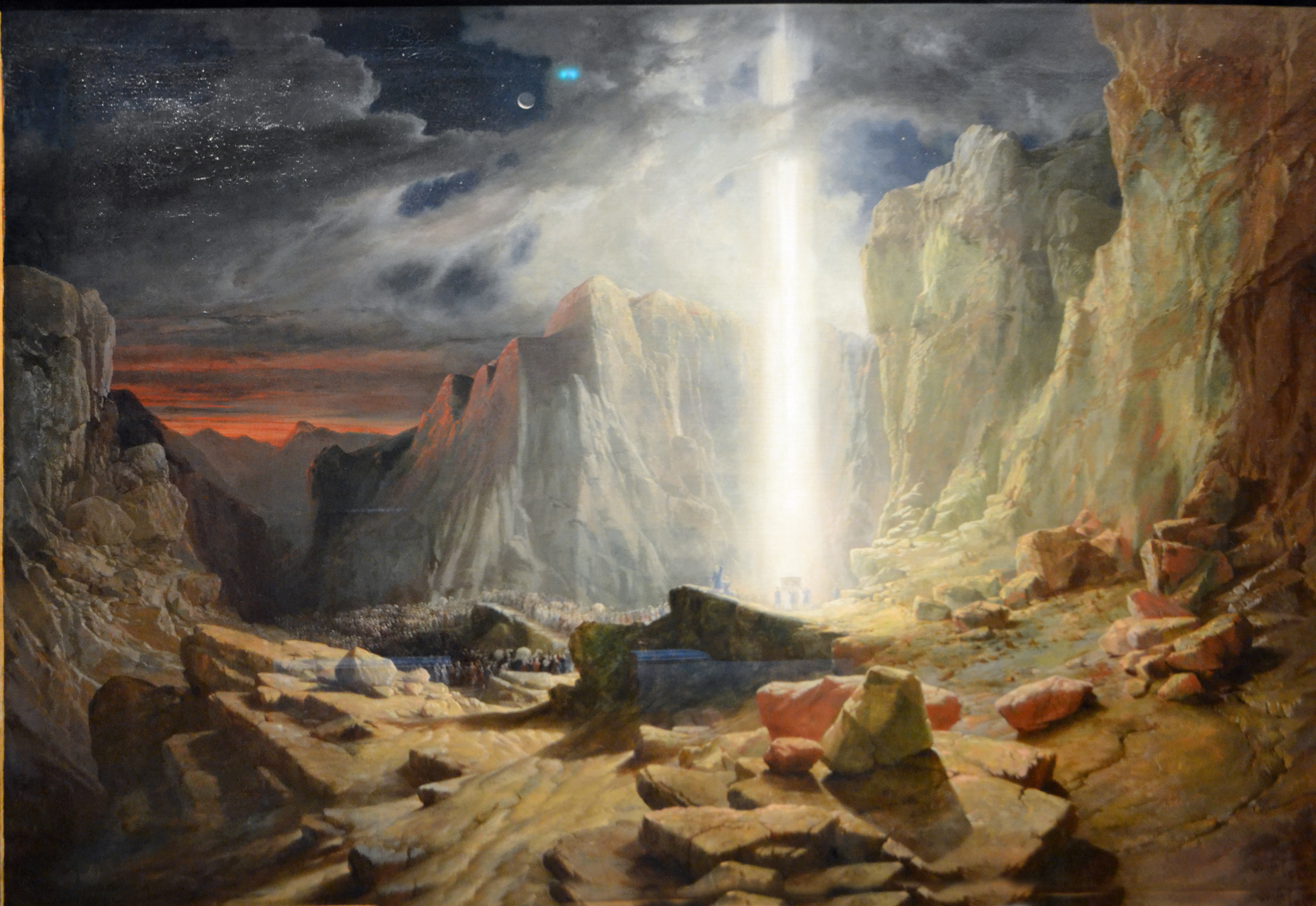
Les Israélites traversant le désert, 1845, huile sur toile, Bristol City Museum and Art Gallery.
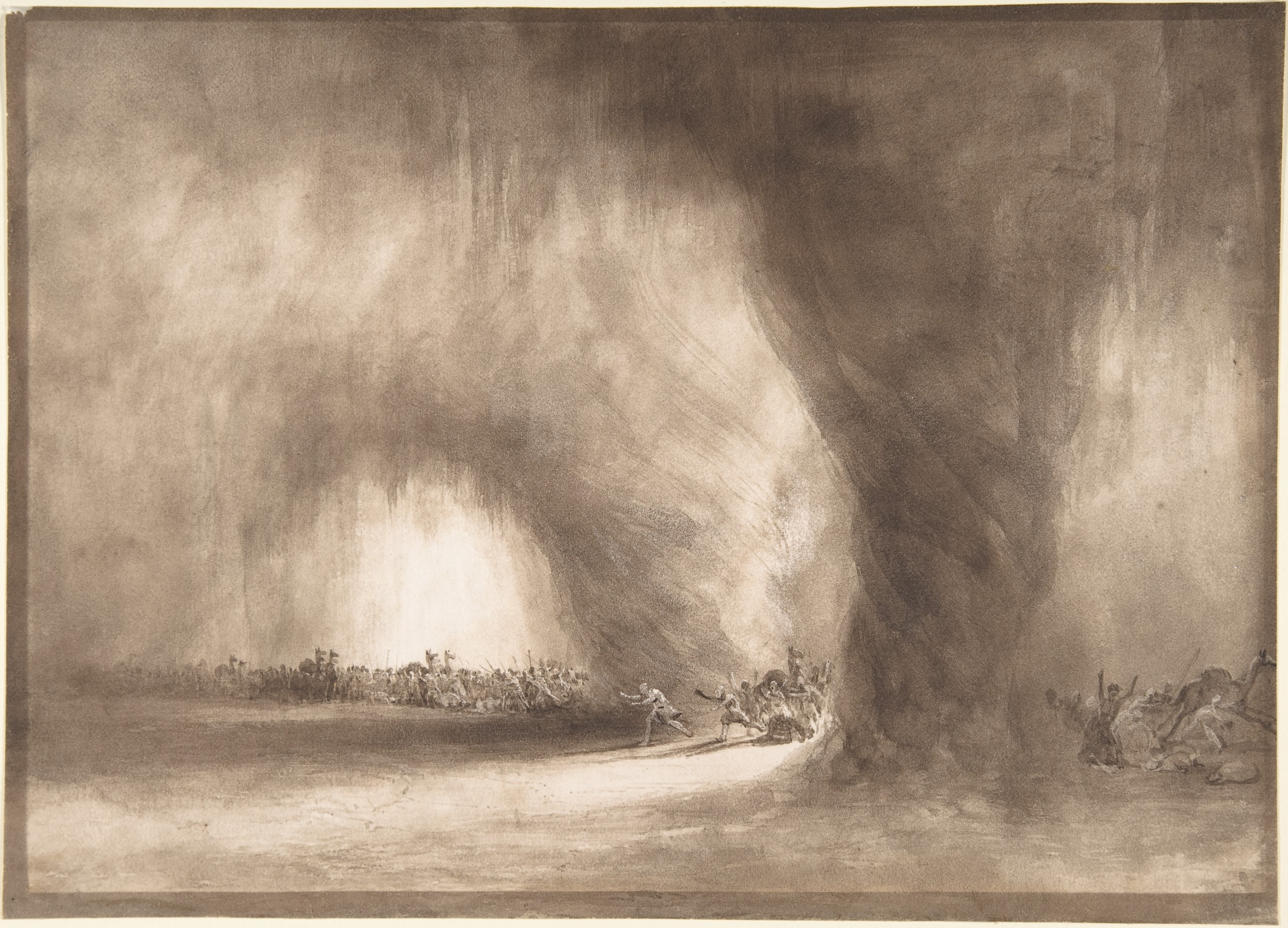
Les Israélites traversant le désert précédés par la colonne de nuages, 1820-1840, dessin, plume et encre brune, pinceau et lavis brun, craie noire, 18,6 × 26 cm, Metropolitan Museum of Art, New York.
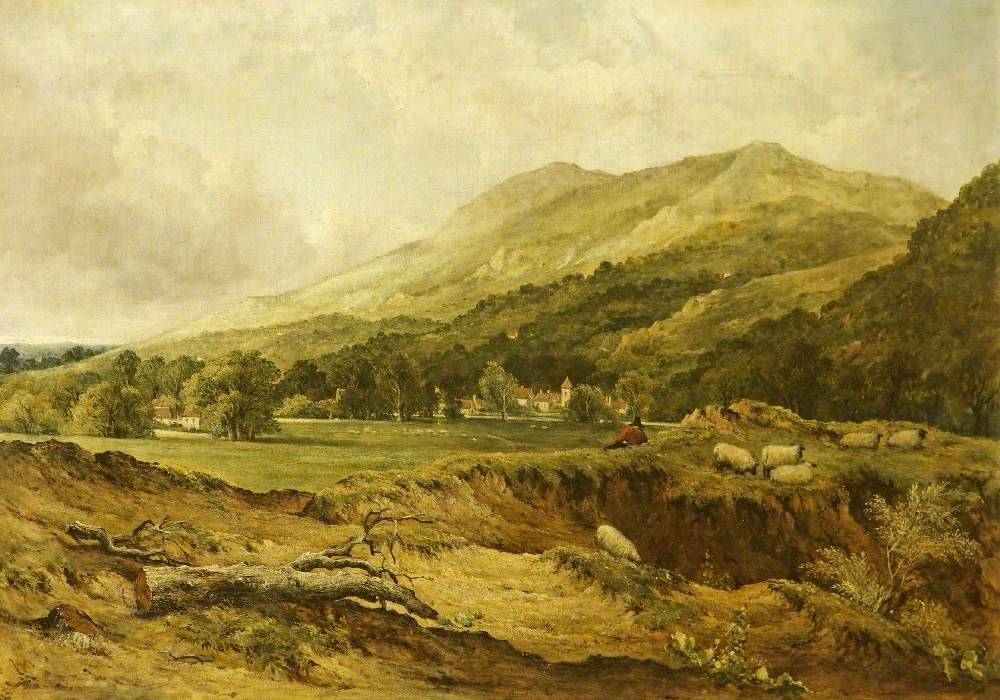
Vue de Radnorshire, date inconnue (1821-1861 ?), huile sur toile, 53,4 × 76,2 cm, collection Tyntesfield House (en),  Angleterre, propriété de la National Trust.
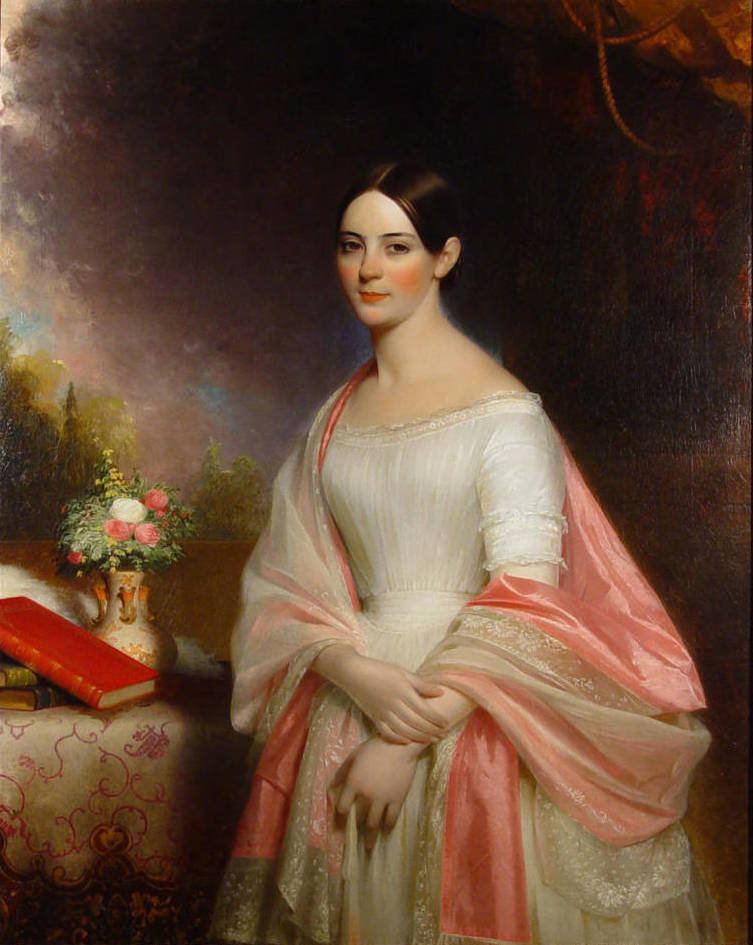
Portrait de Catherine Lyman Delano, détail, 1843, huile sur toile.